# Zemlja Vatre (Naruto)
Zemlja Vatre (火の国, Hi no Kuni) je dio zemljopisa anime i manga serije Naruto. To je jedna od najvećih i najmoćnijih pokrajina u Narutu. Njezino skriveno selo, Konohagakure, glavno je mjesto radnje. Ona je 
također najvažnija i najpoznatija zemlja u priči.

Zemlja Vatre je prigodno orijentirana prema elementu vatre (tipično vedro i toplo vrijeme) i, iako nije najveća zemlja, ima najveće skriveno selo.
12 godina prije početka radnje, Zemlju Vatre napao je veoma moćan demon - devetorepa demonska lisica. To je čudovište uništavalo sve na svojem putu i ubijalo nebrojeno mnogo ljudi, među kojima su bili i Irukini roditelji. Demona je zaustavio Hokage sela Konohagakure, jedan veoma moćan ninja poznat samo kao Četvrti Hokage. Žrtvovao je svoj vlastiti život kako bi zapečatio zvijer u novorođenog Naruta Uzumakija, glavnog lika i nositelja naslova ove serije.
U mirnim godinama koje su uslijedile, Zemlja Vatre se oporavila i prilagodila miru. To su druge zemlje - koje su radile na pojačanju svojih vojnih sila - vidjele kao slabost, te je to bio jedan od najvažnijih faktora koji su prizvali savezništvo sela Sunagakure i Otogakure.

## Šuma Smrti
Šuma Smrti (死の森, Shi no Mori) bila je 2. stupanj Chunin ispita. Njezina je glavna funkcija da služi kao teren za ispitivanje vještina borbe i preživljavanja onih Genina, koji žele postati Chunini. To je veoma opasno mjesto, puno hordi svakakvih biljaka i životinja; često divovskih ili otrovnih- ili ipak, malo češće, oboje.
Postoje 4 ulaza u toranj. Željezna ograda okružuje šumu s 44 vrata jednako udaljenih od drugih; pri ulasku na ta vrata ninja počinje svoj ispit. Unutar ogrde je rijeka, šuma i toranj u centru; radijus šume je oko 10 km.
Toranj je odredište ninje nakon sakupljanja dva svitka. Svaki tim počinje samo s jednim svitkom te on, kako bi počeo ispit, mora naći drugi tim s drugačijim svitkom te mu ga oduzeti pod svaku mjeru. Unutar tornja je velika arena u kojoj se održavaju predborbe za 3. stupanj ispita, ali samo ako previše timova uspije preživjeti i preći 2. stupanj.

## Konohagakure
Konohagakure (木ノ葉隠れの里, Konohagakure no Sato, doslovno: "Selo Skriveno Među Lišćem Drveća"; također je poznato kao: "Selo Skriveno u Lišću" ili "Skriveno Selo Lišća") ili skraćeno Konoha, jedno je od 5 velikih ninja sela. To znači da je ono jedno od 5 sela koje vodi Kage, kod njih poznat kao Hokage. Na planini ponad sela uklesana su lica svih Hokagea. Tsunade, Peti Hokage, svoje si je lice dala uklesati tijekom prekida radnje. 
Iako je Konoha, poput zemlje u kojoj prebiva, zadnjih 12 godina provela u miru, ona još uvijek ostaje jedno od najmoćnijih postojećih sela, s najvećom populacijom ninja, čime je postigla veliku vojnu moć i utjecaj. Na Chunin ispitu, od svih 153 Genin sudionika, Konoha je imala 82 Genina Lišća (72 u animeu), dok su ostala sela imala manji broj; bilo je 30 Genina Pijeska, 21 Genina Kiše, 6 Genina Trave (15 u animeu), 6 Genina Vodopada i 3 Genina Zvuka (pošto se Kabuto Yakushi i njegovi kolege ubrajaju među Genine Lišća). Međutim, Konoha je selo koje je bilo domaćin ispita, što bi vjerojatno objasnilo tako neuravnotežen broj sudionika. Na ulaznim vratima sela Konohagakure napisana je hiragana あん (an); to znači: Uđi ili se povuci (kanji: 庵).

### Zanimljivosti
- Masashi Kishimoto je jednom priznao da je plan sela Konohagakure poprilična mapa njegova rodnog grada.

## Klanovi
Konoha je dom mnogim moćnim klanovima, a neki od njih čak posjeduju sposobnosti Kekkei Genkaija. Oni koji ga nemaju jednako su značajni.

### Aburame
- Poznati pripadnici: Shino Aburame, Shibi Aburame

Klan Aburame (油女一族, Aburame Ichizoku, obitelj "Aburame") je vjerojetno najtajnovitiji klan Konohe. O klanu se ne zna mnogo, samo da njegovi pripadnici koriste kukce kao oružje. Jedino što je sigurno za taj klan je da svi njihovi (poznati) pripadnici nose tamne naočale koje im skrivaju oči.
Kukci žive u simbiozi s tijelom ninje. Oni prebivaju ispod kože svog domaćina te mogu izaći kroz različite pore, pri čemu očito jedu svoj put kroz kožu. "kikaichu" ili "kikai mushi", što znači "kukci uništenja". Koriste chakru kao izvor hrane. Veza između kukaca i shinobija je veoma korisna. Domaćin kukcima daje sklonište i svoju chakru kao hranu, pri čemu im tijelo postaje živa košnica, a kukci zauzvrat ispunjavaju sve njegove zapovjedi, dopuštajući mu da izvodi tehnike slične ninjutsuu, no bez izvođenja pečata ruku ili uporabe chakre. Ženku kukca može se ostaviti ne meti i tako je pratiti po mirisu, a može se kukce i slati u izvidnicu, nakon čega bi se oni vratili s informacijama o terenu. Zbog tog razloga su pripadnici klana Aburame specijalisti na području uhođenja (mogu komunicirati s kukcima) i potajnosti (ne proizvode ni zvuk ni emocije tijekom borbe).

#### Zanimljivosti
- Aburame znači "uljana žena" te sliči riječi "aburamushi" (油虫), što znači "žohar".

### Akimichi
- Poznati pripadnici: Choji Akimichi, Choza Akimichi

Klan Akimichi (秋道一族, Akimichi Ichizoku, "obitelj Akimichi") je jedan od 4 plemenita klana u Konohi. Njegovi pripadnici sposobni su pretvoriti kalorije u chakru, koju zatim upotrebljavaju u svojoj tajnoj tehnici, Tehnici višestruke veličine, te ostalim sličnim jutsuima.
Klan Akimichi očito ima posebnu vezu s klanom Nara i Yamanaka. U najmanje 3 generacije pripadnici tih triju klanova formirali su "Ino-Shika-Cho trio", nazvan po prvom dijelu imena pripadnika. Pripadnici klana Akimichi su Cho u triju.

#### Zanimljivosti
- Naziv "Akimichi" znači "ulica ujesen", a "Aki" znači "jesen", što je doba žetve. "Michi" znači "ulica", gdje trgovci prodaju hranu.

- "ino", "shika" i "Cho" su imena triju karata koje su potrebne za izvođenje visoko nagrađivanog trika "Inoshikacho" u Hanafudi, jednoj japanskoj vrsti karata.

### Hyuga
- Poznati pripadnici: Neji Hyuga, Hinata Hyuga, Hiashi Hyuga, Hizashi Hyuga, Hanabi Hyuga

Klan Hyuga (日向一族, Hyūga Ichizoku, "obitelj Hyūga"), jedan od najstarijih i najplemenitijih klanova u Konohi, podijeljen je na 2 obitelji: glavnu (宗家, Sōke), koja vlada, i razgranatu (分家, Bunke), koja je štiti. Svi pripadnici razgranate obitelji posjeduju ukleti pečat, koji glavnoj obitelji omogućuje potpunu kontrolu nad njima. Taj pečat, u kombinaciji s jednostavnom gestom ruke, može uništiti mozak svoga nositelja. Također osigurava tajnu Byakugana jer on samo nakon nositeljeve smrti nestaje i zapečaćuje Byakugan. Očito postoji mržnja između članova glavne i razgranate obitelji, najvjerojatnije zbog činjenice da razgranati članovi moraju štititi tajne klana Hyuga, bez obzira na svoje vlastito napredovanje i moć. To se može jasno vidjeti u Hizashijevom i Nejijevom ponašanju.      

#### Zanimljivosti
- "Hyuga" (日向) znači "prema suncu" te je ime grada u Miyazaki upravi u Japanu.

- Vjeruje se da klan Uchiha potječe klana Hyuga te da se Sharingan razvio iz Byakugana.

### Inuzuka
- Poznati pripadnici: Kiba Inuzuka, Tsume Inuzuka, Hana Inuzuka

Klan Inuzuka (犬塚家, Inuzuka ke, "obitelj Inuzuka") je poznat po svojoj uporabi pasa kao partnera u borbi. Pripadnicima klana se njihov pseći partner dodjeljuje u određenoj dobi. Nakon toga, shinobi i njegov/njezin pas/psi su praktički nerazdvojni. Pripadnici klana imaju karakteristične naslikane očnjake na obrazu, zvjerske oči i uvećane očnjake.

#### Zanimljivosti
- Naziv "Inuzuka", što znači "kuća pasa", pripada nekadašnjem moćnom klanu u Chiba upravi u Japanu. Njegovi pripadnici bili su poznati kao "psi ratnici", koji su obožavali "Inu" (pse).

- (Poznati) pripadnici klana Inuzuka dobili su imena po dijelovima psa (nos, kandža, očnjak), dok su im psi ime dobili po bojama dlake (crveno, sivo, crno).

### Kurama
- Poznati pripadnici: Yakumo Kurama

Klan Kurama je klan veoma vještih genjutsu korisnika, predstavljenih u animeu. Ta sposobnost proizlazi iz neimenovanog Kekkei Genakaija koji klan posjeduje. Međutim, svakih nekoliko generacija rodit će se pripadnik klana s tako velikom vještinom genjutsua da će njegove iluzije izazvati realne efekte koji će se događati i u stvarnosti. Oni su prvotno bili jedan od najvažnijih klanova Konohe, no njihov se broj drastično smanjio.

### Nara
- Poznati pripadnici: Shikamaru Nara, Shikaku Nara, Yoshino Nara

Klan Nara (奈良一族, Nara Ichizoku, "obitelj Nara") je poznat po svojoj manipulaciji sjena i sklonosti jelenima, koji prebivaju na velikom terenu šume klana Nara. Generacijama čuvaju knjigu s receptima za lijekove i njihove posljedice. Među opisanim lijekovima u toj knjizi nalaze se i tajne tablete klana Akimichi. Muškarci iz te obitelji su veoma lijeni te ih očito privlače zapovjedničke žene.
Pripadnici klana Nara su Shika u "Ino-Shika-Cho" triju.

#### Zanimljivosti
- Naziv "Nara" potječe od pravog grada Nara u Japanu. Poznat je po svojoj populaciji jelena ("Shika") koji ondje žive. Rečeno je da se jeleni ondje klanjaju ako dobiju slastice, iako je rečeno i da su veoma agresivni.

### Uchiha
- Poznati pripadnici: Sasuke Uchiha, Itachi uchiha, Fugaku Uchiha, Inabi Uchiha, Madara Uchiha, Mikoto Uchiha, Obito Uchiha, Shisui Uchiha, Tekka Uchiha, Teyaki Uchiha, Uruchi Uchiha, Yashiro Uchiha

Klan Uchiha (うちは一族, Uchiha Ichizoku, "obitelj Uchiha"), jednom smatran najmoćnijim klanom Konohagakuera, sastoji se od profesionalnih specijalista vatrenih jutsua, poput Oslobađanja Vatre: Tehnika Velike vatrene kugle i Oslobađanja Vatre: Tehnika besmrtne feniksove vatre. Pripadnici klana također posjeduju Sharingan, kekkei Genkai koji im daje sposobnost kopiranja protivnikovih jutsua te još neke dodatne sposobnosti.
Rečeno je kako je jedan od predaka Uchiha klana osnovao Konohinu vojnu policiju te da su tu organizaciju uglavnom sačinjavali pripadnici Uchiha klana, sve do nedavno. Za sada postoje samo 2 preživljela pripadnika klana: Sasuke Uchiha i njegov brat Itachi Uchiha. Nakon dobivanja Mangekyo Sharingana ubijanjem svog najboljeg prijatelja Shisua Uchihe, Itachi je nastavio pokolj cijelog klana. Ostavio je Sasukea na životu iz tog razloga sto nije imao snage da si ubije mlađeg brata. Itachi je rekao Sasukeu da Sharingan klana Uchiha ima posebnu i očito tamnu ultimativnu svrhu, no ona se još mora otkriti.

#### Zanimljivosti
- Uchiha je zapravo drugi način izgovora riječi "Uchiwa", što zanači "vatrena lepeza", koja je zapravo zaštitni znak Uchiha klana. Uchiwe su se koristile da bi razbuktale vatru, čineći je jačom-to se podudara s činjenicom da se Uchiha klan sastoji od korisnika vatrenih jutsua.

### Yamanaka
- Poznati pripadnici: Ino Yamanaka, Inoichi Yamanaka

Klan Yamanaka (山中家, Yamanaka ke, "obitelj Yamanaka") vodi cvjećarnicu te se je specijalizirao na području upravljanja umom svojeg protivnika.
Pripadnici klana Yamanaka su Ino u "Ino-Shika-Cho" triju.

#### Zanimljivosti
Naziv "Yamanaka" zanači "u sredini planine".

## Hokagei
Konoha je imala 5 Hokagea (火影, Sjena Vatre) od osnivanja sela 60 godina prije početka serije. Za sada je još uvijek Tsunade na vlasti. Hokagei su obično nahsnažniji shinobiji Konohe; međutim, pošto postoje različite okolnosti koje utječu na odabir Hokagea, on ne mora biti najsnažniji ninja u selu. Oni se također ponašaju kao vođe sela.

### Prvi Hokage
- Starost: ? (preminuo)
- Kategorija: Hokage
- Visina: 185.1 cm
- Težina: 74 kg
- Rođendan: ?
- Krvna grupa: ?
- Jedinstvene sposobnosti: Mokuton (Oslobađanje Drveta) tehnike, upravljanje repatim zvijerima

Prvi Hokage (初代火影, Shodai Hokage, doslovno "Osnivač" ili "Prvi Hokage") bio je osnivač Konohe. Bio je stariji brat Drugog Hokagea te Tsunadin pradjed, koja je sada Peti. Smatrao je stanovnike Konohe dijelom sebe te su mu oni bili najvažniji. Njegova duša i sada zauzima nezaboravno mjesto u Konohinoj povijesti. Njegova je duša zapečaćena u jednom od sjena klonova Trećeg nakon što ga je Orochimaru oživio.
Otkriveno je da je Orochimaru upotrijebio njegov DNK za svoje vlastite genetičke eksperimente, ubrizgavajući je u 60 pokusnih kunića. Samo jedan od njih, Yamato, preživio je. Orochimaru je kanio kopirati jedinstvene Mokuton tehnike Prvoga te njegovu (prije nepoznatu) sposobnost upravljanja repatim zvijerima. Ta se sposobnost pojačava uz pomoć ogrlice koju je Prvi predao Tsunade, a ona je kasnije izgubila u okladi s Narutom.
U poglavlju 336 u mangi otkriveno je da se je Kakuzu jednom borio s Prvim Hokageom, no ništa detaljnije o tome sukobe nije rečeno.

### Drugi Hokage
- Starost: ? (preminuo)
- Kategorija: Hokage
- Visina: 182.3 cm
- Težina: 70.5 kg
- Rođendan: ?
- Krvna grupa: ?
- Jedinsvene sposobnosti: odlikuje se vodenim jutsuima te mu ne treba izvor vode za njihovo izvođenje.

Drugi Hokage (二代目火影, Nidaime Hokage) bio je mlađi brat Prvog i Tsunadin praujak. Dosta je pripomogao u osnivanju Konohe i njezine velike moći. Bio je veoma ponosan na svoje borbene vještine ne području vodenih jutsua (bio je toliko vješt da mu nije trebao izvor vode za njihovo izvođenje). Bio je učitelj Trećeg Hokagea, Homure Mitokada i Koharu Utatane te onaj koji je postavio Trećeg za svog nasljednika. Njegova je duša zapečaćena u jednom od sjena klonova Trećeg nakon što ga je Orochimaru oživio.
U dijelu radnje "Zemlja Čaja", prijašnji Konohin Jonin, Aoi, rekao je da je Drugi Hokage također bio dobar u vođenju Raijin mača, oštrice koja se sastojela od čiste energije te se je mogla istezati i uvlačiti. Aoijev naučnik, Idate Morino, ukrao je mač i dao ga Aoiju u vjerovanju da će tada postati Chunin. Aoi je tvrdio da mač svog korisnika može učiniti nepobjedivim, iako se na kraju iskazalo da to nije bila istina. Bez obzira na to što se oštica sastoji od čiste energije, ona može napuknuti i slomiti se, što se dogodilo zajedničkim radom Naruta i Sasukea.

### Treći Hokage
- Starost: 68
- Kategorija: Hokage
- Visina: 163.1 cm
- Težina: 50.6 kg
- Rođendan: 8. veljače
- Krvna grupa: A
- Jedinstvene sposobnosti: Pečat proždiranja Demona Smrti, Oslobađanje Zemlje: Zemljani stilski zid, Oslobađanje Vatre: Projektil plamena vatrenog zmaja, Tehnika sjena klonova, Tehnika sjena klonova shurikena, Tehnika pozivanja (Kralj majmuna: Enma)

Treći Hokage (三代目火影, Sandaime Hokage) bio je učenik Prvog i Drugog Hokagea te u timu s Homurom Mitokadom i Koharu Utatane.Vjerojatno jedan od najmudrijih ninja u povijesti te jedan od najjačih. Kasnije je postao Jiraiyin, Tsunadin i Orochimarov sensei. Treći je otac Asume Sarutobija i Konohamarov djed.
Nedugo nakon postajanja njegova senseja, Sarutobi je bio veoma ponosan na Orochimarov prirodni talent te je Jiraiyi često govorio da bude više poput njega. Nakon preuzimanja titule Hokagea i prolaska mnogih godina, Treći je počeo tražiti nasljednika svoje pozicije. Kanio je titulu predati Orochimaru, no postalo je očigledno da njega ta pozicija zanima samo zbog moći koju pruža. Zbog toga je Treći titulu predao jednom od Jiraiyinih prijašnjih učenika, Četvrtom Hokageu.
Nakon odricanja svoje pozicije, Treći je počeo istraživati niz nestanaka ljudi u Konohi. Otkrio je da je za to odgovoran Orochimaru, koji je ljude otimao i na njima izvodio eksperimente u namjeri da otkrije i dobije besmrtnost. Treći je odlučio ubiti Orochimara, no oklijevao je ubiti svog najdražeg učenika, pri čemu mu se pružila prilika za bijeg. Neko vrijeme nakon Orochimarova odlaska iz sela, Četvrti Hokage žrtvovao je svoj zapečativši Devetorepu Demonsku Lisicu u Naruta Uzumakija, zbog čega je Treći bio prisiljen vratiti se iz mirovine i ponovno preuzeti titulu Hokagea.
Trećeg su zvali Profesor (プロフェッサー, Purofessā) zbog njegova poznavanja bezbrojnih elementarnih napada i vjerojatno svakog jutsua u Konohi. Uz to, Treći očito ima smisla za razvratnost, javljajući se dragovoljno za pomoć Jiraiyi u testiranju njegove Tehnike prozirnog bijega (izumljene za potrebe špijuniranja djevojaka). Također je postao žrtva Narutove Sexy tehnike više nego jedanput te čak uživa razgovarati s mladim djevojkama u svoje slobodno vrijeme.
Na početku serije, Treći je jedan od rijetkih koji Naruta Uzumakija nisu gledali kao demonsku lisicu, već kao osobu. Zbog toga je Naruto veoma povjerljiv s Trećim, iako se prema njemu uglavnom ponaša nepoštovano. U nastavku serije Treći je većinom izvor informacija i mudrosti te svoje znanje prenosi mlađima od sebe. 
Tijekom invazije Konohe Treći se morao boriti s Orochimarom kako bi spasio selo i držio ga podalje od Sasukea. Orochimaru je pomoću ljudskih žrtva i posebne tehnike oživio prijašnje Hokageje (osim Četvrtog, jer je njegova ljudska žrtva već umrla dan prije) i zapovjedio im da ubiju Trećeg. Treći, shvaćajući da je nadjačan i nemoćan protiv njih, upotrijebio je Pečat proždiranja Demona Smrti kako bi ih zapečatio u svoje sjene klonove. Kanio je zapečatiti i Orochimarivu dušu, no zbog smrtne ozljede koju mu je orochimaru zadao (i za koju ga nije bilo briga, pošto će ionako umrijeti zbog upotrebe pečata), te naposljetku, i starosti te menoćnosti, Treći mu nije nije uspio zapečatiti cijelu dušu; umjesto toga, zapečatio mu je ruke u nadi da on tako više nikada neće moći koristiti pečate ruku, kojima bi izvodio opasne tehnike. Znajući da je selo sigurno i invazija uskoro gotova, Treći umire sa smiješkom na licu.

#### Zanimljivosti
- Ime "Sarutobi" (猿飛), inpirirano Sarutobijem Sasukeom, znači "skačući poput majmuna", što upućuje na njegovu Tehniku pozivanja majmuna. Prvi i Drugi Hokage također su ga zvali "majmun" (猿, Saru). Masashi Kishimoto je planirao da Treći Hokage bude pas, no napustio je tu ideju jer je bila "prečudna".

- Njegova najdraža hrana je sušena crna morska trava i srdele, a ne voli jesti ukiseljeno povrće. Najdraži izraz mu je "Ultimativna istina".

### Minato Namikaze (Četvrti Hokage)
- Starost: 34 (preminuo)
- Kategorija: Hokage
- Visina: 179.2 cm
- Težina: 66.1 kg
- Rođendan: 25. siječnja
- Krvna grupa: B
- Jedinstvene sposobnosti: Tehnika letećeg Boga Munje, Spiralna sfera, Pečat proždiranja Demona Smrti

Četvrti Hokage (四代目火影, Yondaime Hokage), također poznat kao "Žuti Blijesak Lišća" (木ノ葉の黄色い閃光, Konoha no Kīroi Senkō), bio je odvažan ninja odgovoran za zapečaćivanje demonske lisice u Naruta.Također je poznato da je on Narutov otac zajedno sa svojom ženom Kushinom Uzumaki. Rečeno je da je on najsnažniji ninja kojeg je Konoha ikada imala. Iako su njegove borbene vještine ostale neviđene, smatralo ga se opasnim te je tijekom Trećeg ninja rata kod protivnika bila izdana zapovjed bijega ako bi ga se samo vidjelo. Prije izvođenja pačeta na demonskoj lisici, Četvrti je rekao kako ne želi da Naruto bude gledan kao nositelj čudovišta, već kao junak koji je spasio selo od uništenja. Njegovu želju, međutim, nisu uslišali seljaci, koji još uvijek osjećaju veliku mržnju prema demonskoj lisici.
Četvrti dijeli mnoge sličnosti s Narutom, uključujući istu bodljikavu plavu kosu, plave oči, iste tehnike, istu krvnu grupu i većinom, kako je Jiraiya, sličnosti u osobnosti. Itachi Uchiha spominje kako je Naruto "nasljedstvo" Četvrtog. Uz to, kada je Jiraiya pokušao prisiliti Naruta da oslobodi chakru demonske lisice, gurnuo ga je s ruba litice rekavši: "Oprosti mi, Četvrti". Nakon toga, samo su se nekoliko sličnosti istakle u seriji. Svaki trag njegovom pravom imenu, povijesti, obitelji ili vezi s drugima pažljivo je izbjegavan, čineći njegovu prošlost jednom od najvećih tajni serije.
Četvrti je kreirao nekoliko osobitih tehnika, uključujući Tehniku letećeg Boga Munje, koja ga može teleportirati na bilo koju lokaciju pomoću uporabe posebnog pečata. Također je kreirao Spiralnu sferu, tehniku koja se ne stvara pečatima ruku, već koristi koncentraciju chakre koja se spiralno okreće na dlanu te njome, fizičkim kontaktom, može izazvati veliku štetu na protivniku. Kasnije se otkrilo da je ta tehnika nedovršena. Četvrti je planirao dodati svoju vlastitu elementarnost chakre Rasenganu, što bi ga učinilo još jačim, no nije uspio kombinirati to dvoje prije svoje smrti.

## Starješine

### Danzo
- Starost: ?
- Kategorija: ?
- Visina: ?
- Težina: ?
- Rođendan: ?
- Krvna grupa: ?
- Jedinstvena sposobnosti: ?

Danzo je (ダンゾウ, Danzō) ratoborniji od većine Sela Lišća, podržavajući agresivnost i rat više nego pasivnost i mir. U prošlost se natjecao sa Sarutobijem za poziciju Trećeg Hokagea. Stvorio je (sada ukinut) odred za ANBU trening poznat kao Root 根, Ne) te se ponašao kao njegov vođa. Danzo je bio onaj koji je predložio da se Saija dodijeli Timu 7. Također je izdubio ruku, ali se ne zna iz kojeg razloga.
Bez obzira na Danzovu prividnu podršku Hokagea i Konohe, Peti mu još uvijek ne vjeruje; ta je sumnja bila opravdana, pošto je Danzo Saiju dao tajnu misiju koje Tsunade nije bila svjesna: poslao ga je da kontaktira Orochimara i pomudi mu partnerstvo. Yamato vjeruje da Danzo pokušava preuzeti vlast u Konohi s Orochimarovom pomoći. To se dokazalo kada je Orochimaru u omotnici, koju mu je poslao Danzo preko Saija, našao slike i informacije o pravim identitetima Konohine ANBU. Međutim, sve je to bila pomoć Saiju kako bi se približio Orochimaru i izveo svoju pravu misiju: ubojstvo Sasukea Uchihe.
Njegova snaga nije poznata, no vjerojatno je bila veoma jaka jer se je uspio natjecati sa Sarutobijem za titulu Hokagea. Sai je izjavio da je Danzo planirao preuzeti vlast u selu i kreirati svoju vlastitu verziju njega. Također je izjavio da je Danzo kanio izdati Orochimara nakon invazije sela ubijanjem Sasukea, koji bi trebao biti Orochimarovo sljedeće tijelo.
S druge strane, bilo je i suprotnosti: iako mu nije bila draga Saijeva nova privrženost Timu 7, on mu, umjesto da ga ubije, priznaje da "osjećaji donose mržnju, a mržnja rat". Također dopušta Saiju da zadrži svoje ime i ostane u Timu 7. Većina njegove osobnosti još uvijek ostaje tajna.

### Homura Mitokado
- Starost: 68
- Kategotija: ?
- Visina: 166 cm
- Težina: 55.2 kg
- Rođendan: 8. svibnja
- Krvna grupa: A

Homura Mitokado (水戸門ホムラ, Mitokado Homura) je prijašnji timski kolega Trećeg Hokagea i Koharu Utatane. Sada je član skupa. Za razliku od Trećeg, on ne drži puno do Naruta. On i Koharu su htjeli smanjiti Narutov broj misija i područja aktivnosti u vlastitom selu zbog straha da bi mogao postati žrtva Akatsukija.

### Koharu Utatane
- Starost: 68
- Kategorija: ?
- Visina: 153 cm
- Težina: 46.3 cm
- Rođendan: 1. rujna
- Krvna grupa: A

Koharu Utatane (うたたねコハル, Utatane Koharu) je prijašnji timski kolega Trećeg Hokagea i Homure Mitokada. Sada je član skupa. Ona, poput Kohara, ne drži puno do Naruta te mu je također htjela smanjiti broj misija i područja aktivnosti u selu. U epizodi 200, ona koristi nepoznatu tehniku da locira i izvadi eksplozivnu cedulju iz zida, kao da on ne postoji. Koharu i Tsunade nisu u dobrim odnosima te je ona jedna od rijetkih koji mogu zapovjedati temperamentnom Tsunadom.

## ANBU
- Poznati pripadnici: Sai, Yamato, Yugao Uzuki,Kakashi

## Druge ninje po kategorijama
- Glavni članci: Popis Konohinih Genina, Popis Konohinih Chunina, Popis Konohinih Jonina

## Životinje

### Akamaru
- Starost: 3-4 u I. dijelu
6 u II. dijelu
- Visina: 29.1 cm
- Težina: 5.3 kg
- Rođendan: 7. srpnja

Akamaru (赤丸, Akamaru) je Kibin Inuzukin nin-pas (忍犬, ninken), najbolji prijatelj i pratioc. Akamarova pojačana osjetila, poput njuha i sluha, zajedno s Kibinom sposobnosti komuniciranja s njim, čine ga moćnim alatom za otkrivanje i i dijeljenje informacija; također može osjetiti chakru sa svojim nosom, ocijeniti protivnikovu snagu i upozoriti Kibu ako su nadjačani. Akamaru i Kiba gotovo uvijek napadaju zajedno i često uporabljuju Klona zvjerskog čovjeka da zbune svog protivnika. Također su kreirali tehniku zvanu Kombinirana transformacija čovjeka i zvijeri: Dvoglavi vuk, u kojoj doslovno kombiniraju svoja dva tijela u jednog gigantskog, dvoglavog vuka koji je sposoban kretati se velikom brzinom i nanijeti veliku štetu. Međutim, izgube pojam o prostoru te ne mogu ništa vidjeti kada koriste tehniku Dvoglavi vučji očnjak. Taj napad obično prati Dinamično markiranje, koje im omogućuje da otkriju svog protivnika po mirisu.
U drugom dijelu, Akamaru je narastao nekoliko puta više od svoje prijašnje veličine. Kiba sada može jahati na njegovim leđima. Nakon Narutove primjedbe na Akamarov rast, Kiba odvraća kako nije primijetio jer je stalno s njim.

#### Zanimljivosti
- "Aka" znači "crveno". Kada Akamaru pojede vojničku tabletu, dlaka mu postane crvena.

- Prema službenoj knjizi podataka, Akamarova najdraža hrana je posebna pseća hrana koju priprema Kiba. Njegov najdraži hobi je šetanje s Kibom.

### Haimaru Sankyodai
Haimaru Sankyodai (灰丸三兄弟 ,doslovno: "Trojica Haimaru braće", poznatih i kao: "Trostruki Haimaru") su pseći pratioci Hane Inuzuke. Kao što im ime kaže, njihova je dlaka sive boje.

#### Zanimljivosti
- "Hai" znači "pepeo" ili "sivo", no također može značiti i potvrdnu riječ "da".

### Kuromaru
Kuromaru (黒丸) je pseći pratioc Tsume Inuzuke. Kuromaru pomalo sliči na vuka te mu nedostaje lijevo uho i desno oko. Očito ima sposobnost govora. Kao što mu ime kaže, njegova je dlaka crne boje.

#### Zanimljivosti
- "Kuro" znači "crno", a "maru" je nepotrebni sufiks za muška imena.

### Tonton
Tonton je (トントン) Tsunadina svinja ljubimica, o kojoj se često brine Shizune. Ne govori nijednim ljudskim jezikom, no ipak uspijeva slabo komunicirati s drugima glasajući se svojim jedinstvenim tonom. Očito su Tsunade i Shizune sposobne razumjeti što Tonton želi reći. Tontonin nos može poslužiti u svrhe praćenja mirisa.